# Antonino Ibarrondo Oleaga
Antonino Ibarrondo Oleaga (Oñati, 12 de juny de 1914 - ?, 1985) fou un compositor i director d'orquestra basc.
Nascut a la localitat basca d'Oñati el 12 de juny de 1914, al llarg de la seva formació musical, estudià clarinet, harmonia musical i composició, competències que li permetí estar de director en diverses bandes municipals. Inicià la seva carrera professional formant part de la Banda Municipal d'Oñati, de la que assumí la direcció durant 32 anys. L'any 1972 abandonà el càrrec per a assumir el càrrec d'una altra banda musical, en aquest cas, la de Sestao. Finalment, després de set anys dirigint aquesta banda, passà al capdavant de la de Bilbao.
Com a compositor es dedicà a treballar diversos gèneres: des d'obres de concert fins a peces musicals de txistu, passant per composicions de veu i piano, com l'«Himno a la Madre Soledad» o l'«Himno de Requetes». Així mateix, l'any 1953 destacà amb cançons de renom com el tango «Buscando un camino», el vals «Noche de ensueño» o el pasdoble «Frenético». Altres cançons importants del seu repertori foren el bolero «Linda estrella» i un bon nombre de fandangos, arin-arins i passacarrers com ara «Gure artzaia», «Ume aundia», «Rochapea», «Ay, ay, de mí», «Ongi Etorri», «Calerito txantxiku» o el seu «Himno a la Real Sociedad». Foren d'especial incidència les obertures en llengua basca «Ibar-aldian», «Arantza-artean» i «Kuku soñua». També convé destacar la seva tasca com a arranjador així com l'elaboració de dues col·leccions de música de ball. L'any 1992 fou distingit amb un homenatge per part de la Federació de Bandes de Gipuzkoa.
Els seus fills Felix i Inaxio mantingueren la línia del seu pare, el primer com a compositor de música contemporània i el segon com a director de la Banda Musical d'Oñati.